# Genti oltár

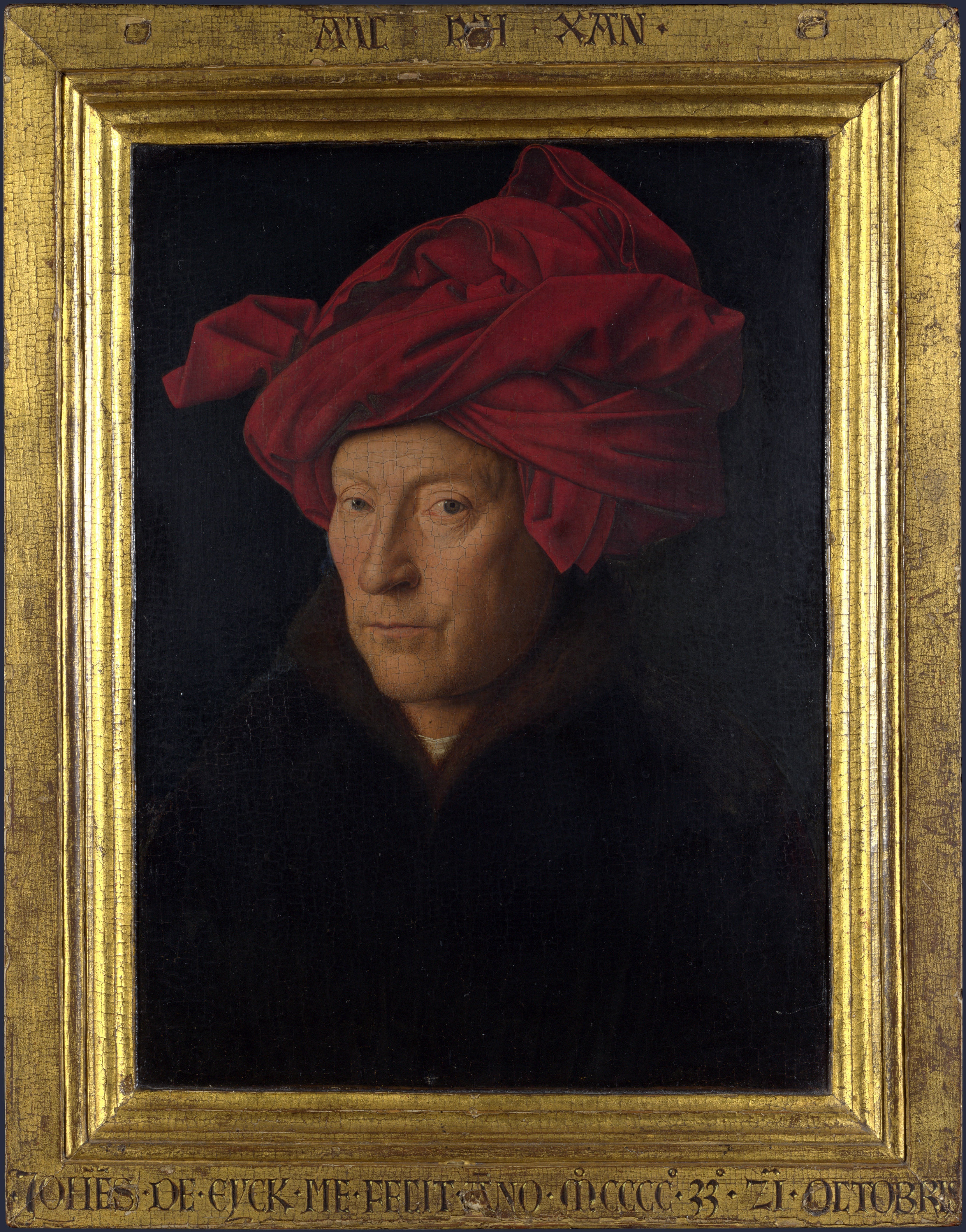
Jan van Eyck: Önarckép

Az olajfestési technika a belgiumi genti szárnyas oltárral aratott fényes diadalt. Az oltár alkotói, Hubert (Huybrecht) és Jan van Eyck testvérek, a flandriai festészeti iskola megalapítói, a németalföldi táblaképfestészet megteremtői, a flamand tájképfestészet előfutárai és a flamand reneszánsz első képviselői voltak. 2012 októberében elkezdődött az oltárkép helyreállítása. A látogatók nyomon követhették a helyreállítás folyamatát.  A projekt során visszaállították az eredeti színek élénkségét és a részletek gazdagságát. A felújítás egyik különleges eredménye a festmény központi motívumának, az áldozati báránynak a feltárás során előkerült humanoid vonásai, amelyet a restaurálás előtt nem láthattak a műélvezők.

## Története

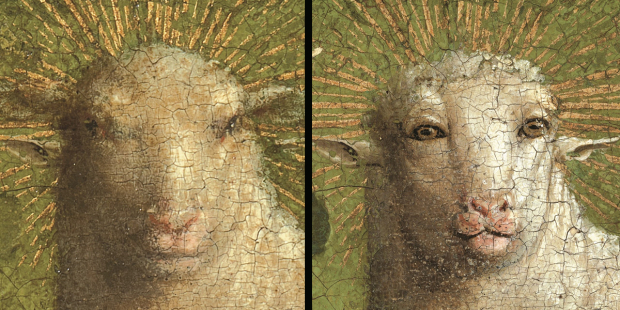
A restaurálás során kiderült, hogy a művészek eredetileg a 16. században a bárányt humanoidabb arccal festették, mint ami évszázadok óta látható volt

Ezt az oltárt Vyd Jodocus, előkelő genti polgár és neje, Burlut Lisbet rendelték meg 1426-ban, eredetileg Hubertnél, akinek halála után a megrendelő kérésére János fejezte be 1432. május 6-án. Hogy melyiküknek milyen része volt a munkában, azt aligha lehet eldönteni; némelyek azt hiszik, hogy Hubert csak a vázlatokat készítette el, mások azt tartják, hogy a két testvér Hubert haláláig együtt dolgozott rajta. Ennek a világhírű poliptichonnak (a több szárnyas szerkezetet poliptichonnak nevezik), azaz szárnyas oltárnak a húsz tábláját kétszázötven alak népesíti be. Ma már a teljes oltár Gentben található, bár a 2019-ig tartó restaurálás alatt a Szent Bavo-templomban csak kétharmada tekinthető meg eredetiben, a további oltárképek a genti Szépművészeti Múzeumban láthatók a restaurálás ideje alatt.
Hétköznapokon, mikor be volt csukva az oltár, a felső négy szakaszban az angyali üdvözlet jelenete volt látható, a két alsó szárnyon a középen Keresztelő Szent János és János evangélista alakjai, szoborként megfestve, szélről az ajándékozónak és nejének pompás, realisztikus térdelő alakjai, legfelül a körívekben két próféta és két Szibülla, az erythreai szibilla és a cumae-i szibilla képe. Ünnepnapokon az oltár mindig nyitva volt. A belső részen alul, középen van a fő kép, mely az Apokalipszis nyomán az isteni bárány lábainál fakadó élet forrása képében szimbolikusan a megváltás művét és a szenteknek azt imádó seregét ábrázolja.
A vallásháborúk idején külön őrök vigyázták az oltárképet, nehogy a protestánsok – akik helytelenítették a templomok díszítését – megrongálják. II. József magyar király és német-római császár az oltár ábrázolásait helytelenítette. I. Napóleon francia császár elrabolta. Az oltárszárnyak csak az első világháború után kapcsolódhattak újra egymás mellé. 1934-ben néhány táblát elloptak és azóta csak másolat pótolja az eredetit.
Az oltár helyreállításának első szakaszát 2016 októberében fejezték be, amikor a kész külső panelek visszatértek a St-Bavo-székesegyházhoz. Ugyanakkor megkezdődött a restauráció második szakasza: a nyitott oltárkép 5 alsó panele, beleértve a „Misztikus bárány imádása” feliratú központi panelt is.

## Az oltárkép részei
A genti oltárkép becsukva, (375 x 260 cm).
A genti oltárkép széttárva, (375 x 520 cm)
A középső táblakép a bárány imádásának jelenete.

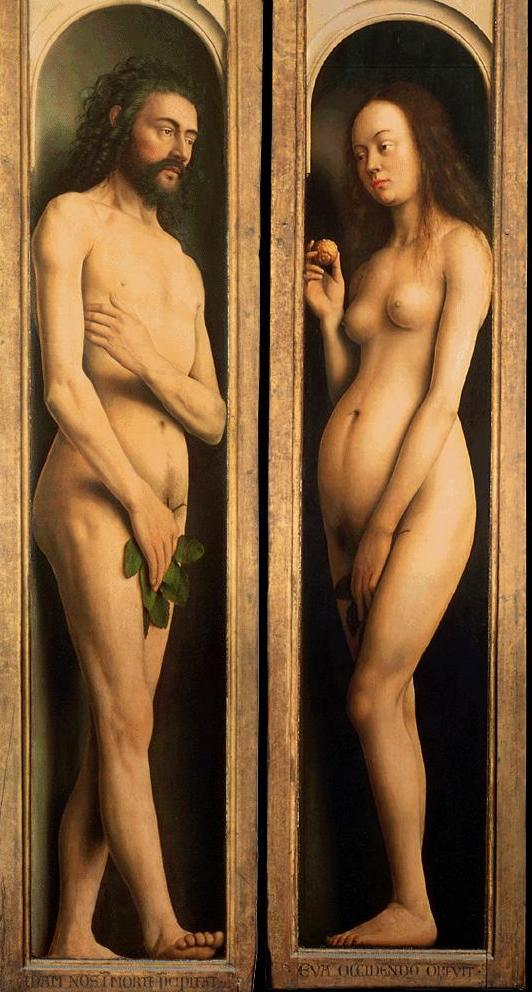
A két legszélső, keskeny szárnyon Ádám és Éva meztelen alakja látható. A fejük fölött lévő lunettákban Káin és Ábel története van megfestve. Ádám és Éva az ősbűnt testesítik meg, az első gyilkosság pedig az emberiség bűneire utal.

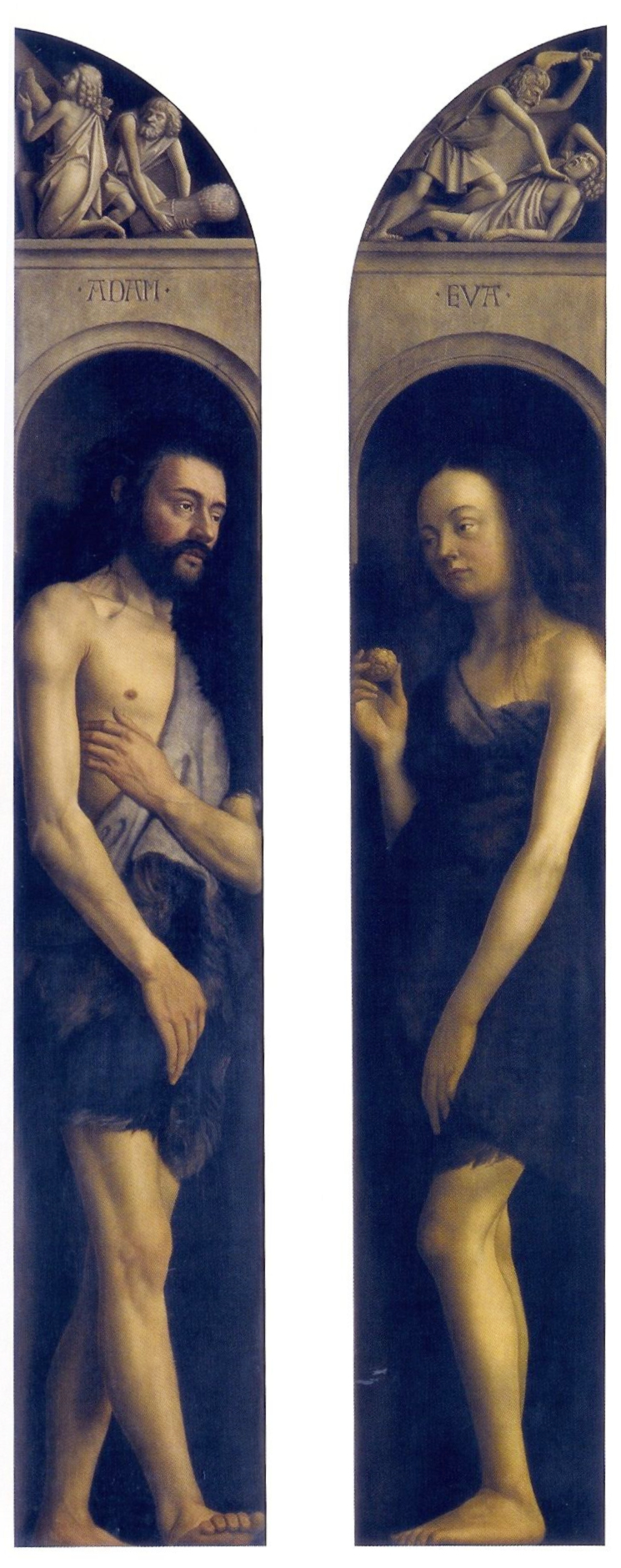
Ádám és Éva felöltöztetve. 1781-ben II. József császár kijelentette, hogy Ádám és Éva meztelen alakjai nem illenek a szent helyekre, ekkor a
gentiek az ősszülőket ábrázoló két táblát eltették egy raktárba. Egy „illendőbb” másolat került a táblák helyére.

A két-két oldalszárnyon jobbról vezeklők, remeték, zarándokok, balról fegyveres lovagok és fejedelmek sietnek a szent hely felé.
A felső sorban középen látjuk az atyaisten életnagyságú, férfias szépségű, gyöngyökkel és drágakövekkel gazdagon diszített, trónoló alakját. A kereszténység első századainak egyházatyái még többnyire elítélték Isten képi kifejezését, de Krisztus színrelépésével elhárultak az akadályok az ábrázolhatatlanság elől, hiszen a megtestesülése azt jelentette, hogy Isten, az ő egyszülött fiának emberré válása által, látható kifejezési formát öltött. Az Atyaisten a 14. századtól már nem a Fiú képében, hanem saját személyében, trónon ülve, kezében jogarral és glóbusszal jelent meg a képeken. Hubert és Jan van Eyck genti oltárán az Isten piros ruhába öltözötten jelent meg, ami Isten határtalan szeretetének a jelképe.
Tőle jobbra Keresztelő János, balra Mária ül, a következő két szárnyon szt. Cecilia orgonázó alakja és éneklő angyalok kara, a két legszélső, keskeny szárnyon Ádám és Éva meztelen alakja látható. A klasszikus kor görög művészei már aktmodell után dolgoztak. A középkorban azonban ez ritkaság volt és szélesebb körű gyakorlata csak a 15. századtól kezdődik; egy ilyen ritka eset figyelhető meg Jan van Eyck genti oltárképén. A női modell igénybevétele csak 1500 után vált általánossá. Fölöttük a két körívben egy-egy jelenet Káin és Ábel történetéből. Nemcsak technikájuk volt új az Eyck testvéreknek, mikor remek művüket megfestették; új volt a felfogásuk, új volt egész művészetük. Magának az ábrázolásnak a tárgya nem volt új, szerepet játszott az már a legrégibb flandriai művészetben, de föléledve, ósdi ridegségét elvesztve, most tárgyul szolgált a természet legragyogóbb ábrázolásának. Nem volt festő előttük, aki olyan éles, szinte túl éles szemmel nézte volna a világot, mint ők, nem volt festő, aki az embert és ami azt környezi, olyan, a legapróbb részletekig menő gonddal teremtette volna meg újra ecsetjével. Igazi naturalisták. Egyenlő pontossággal festik meg az emberi arcot és a kis virág szirmait, festenek szép emberi alakokat is, de nem riadnak vissza a csúnyától sem. A szép, ragyogó színekben, a pompás drága ékkel diszített ruhákban kedvük telik. Művészetük minden tökéletessége dacára is, egy primitívebb korra vall: a kitűnő kompozíció mellett az alakok elrendezése nagyon is szabályos, a vonaltávlat tökéletes alkalmazása mellett a légtávlattal nem mindenütt bánnak egyenlő sikerrel. A genti oltárt, melyet már az Eyck testvérek kortársai is igen nagyra becsültek, Michiel Coxcie 1559-ben II. Fülöp spanyol király számára lemásolta. A másolat részben Gentben az eredeti műnek kiegészítő részét képezi, részben a berlini múzeumban és müncheni képtárban van.

## Az oltár megrendelői
A „Bárány imádása” című táblakép felirata:
„PICTOR HUBERTUS EEYCK. MAIOR QUO NEMO REPERTUS INCEPIT. PONDUS. QUE JOHANNES ARTE SECUNDUS (FRATER) PERFECIT. JUDOCI VIJD PRECE FRETUS VERSV SEXTA MAI. VOS COLLOCAT ACTA TVERI”, azaz „Az Eyckből való Hubertus festő, akinél senki sem volt nagyobb, kezdte el ezt a művet, amelyet Johannes, a fivére, a művészetben második, fejezett be Jodocus Vijdt költségére.”

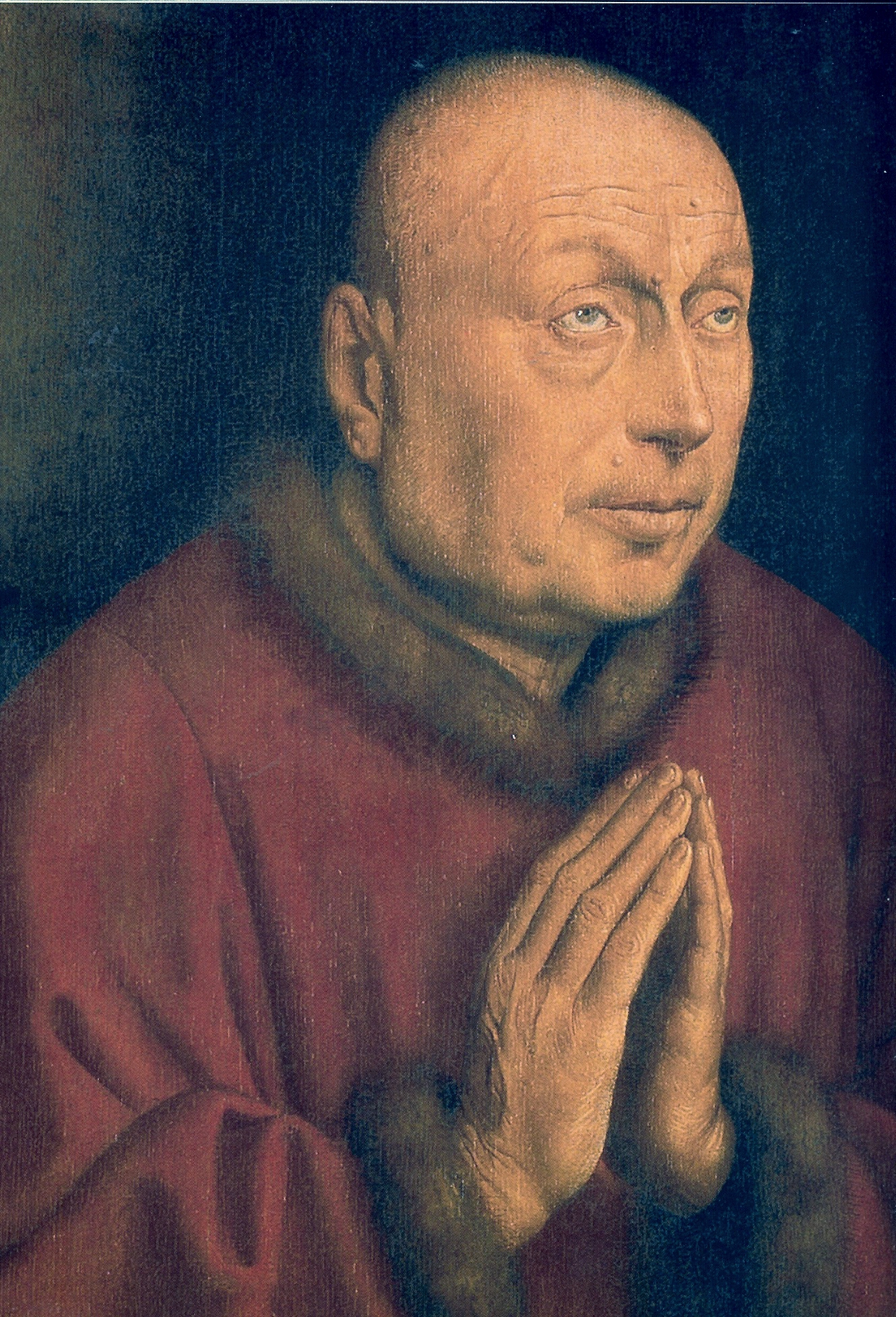
Jodocus Vijd
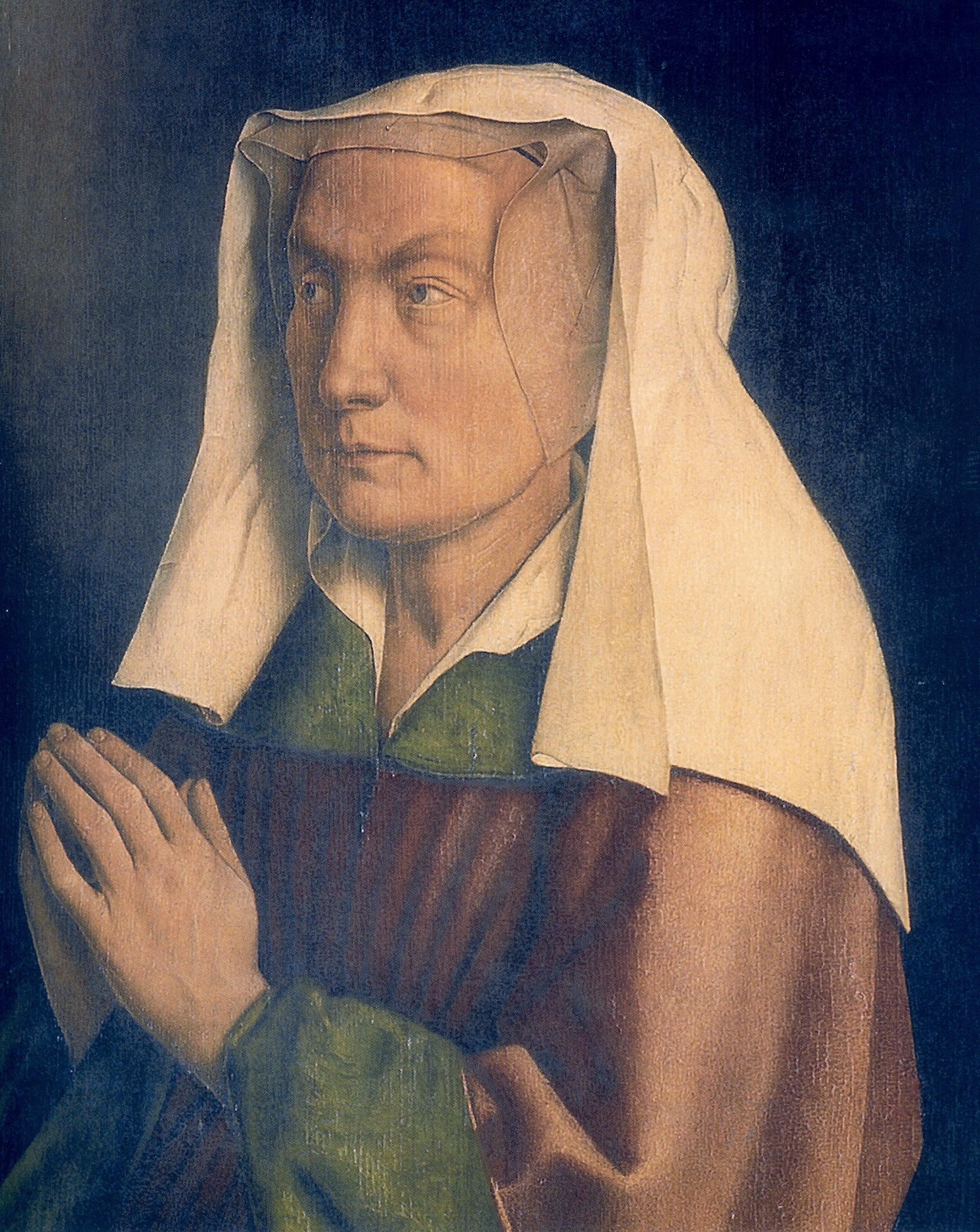
Elisabeth Boluut

## Emlékezete
Dániel Anna Margot királyné gobelinjei című regényében szó esik az oltárkép néhány táblájának ellopásáról is.